# کلرهگزیدین
کلرهگزیدین (به انگلیسی: Chlorhexidine)
رده درمانی: عوامل موضعی
اشکال دارویی: دهانشویه

## موارد مصرف
کلرهگزیدین یکی از دهانشویه‌های پرمصرف است که در دندانپزشکی برای درمان عفونت‌های دهان زخم‌های دهان و لثه به کار می‌رود. کلرهگزیدین بر طیف وسیعی از باکتریهای گرم مثبت و منفی و همچنین برخی از قارچ‌ها و برخی از ویروس‌ها از جمله ویروس مولد ایدز و هپاتیت مؤثر است. کلرهگزیدین به صورت محلول موضعی کاربردهای غیردهانی نیز دارد.

## مکانیسم اثر
کلرهگزیدین به شدت خاصیت کاتیونی دارد. کلرهگزیدین به سه فرم دی‌گلوکونات، استات و هیدروکلرید وجود دارد که دو فرم دی‌گلوکونات و استات قابل حل در آب هستند. از مزایای کلرهگزیدین اتصال و چسبندگی محکم آن به اغلب نواحی دهان می‌باشد که باعث می‌شود این ماده پس از مصرف به تدریج و آهسته آزاد گردد و در یک محدودهٔ زمانی، دائماً محیط ضد میکروبی در دهان فراهم می‌آورد. سی درصد کلرهگزیدین مصرف شده، در سطح دهان باقی می‌ماند. علت چسبندگی کلرهگزیدین را به خاصیت کاتیونی آن نسبت می‌دهند که باعث اتصال آن به گروه‌های آنیونیک موجود در گلیکوپروتئین‌ها و فسفوپروتئین‌های سطح مخاط دهانی می‌گردد.
محققین بر این عقیده هستند که مکانیزم اثر کلرهگزیدین در ارتباط با تمایل شدید این ماده برای چسبندگی و اتصال قوی به غشاء باکتری‌هاست.

## عوارض جانبی
به علت خاصیت کاتیونی، جذب پوستی و مخاطی ان از دستگاه گوارش حداقل می‌باشد. در آزمایشهای حیوانی اثرات سمی و سرطان زائی در این ماده دیده نشده‌است.
کلرهگزیدین طعم ناخوشایندی دارد و می‌تواند موجب تغییراتی موقتی در حس چشایی بشود. به‌ویژه این تأثیر در مورد طعم شوری است که باعث بی‌مزه شدن غذا می‌گردد و این تغییر به غلظت کلرهگزیدین بستگی دارد. علت این تغییر دناتوره شدن پروتئین‌های سطحی مستقر بر جوانه‌های چشایی است.
کلرهگزیدین موجب پدیدآمدن رنگ قهوه‌ای بر روی دندان‌ها و پرکردگی‌های همرنگ دندان مخاط دهان و زبان می‌شود این امر به علت اتصال گردهای کاتیونی کلرهگزیدین به فاکتورهای موجود در رژیم غذائی مانند گالیک اسید و تانیس رسوب این فاکتورهای رنگی بر دندانها و مخاط نسبت داده می‌شود و شدت آن بستگی به مقدار ماده مصرفی و زمان مصرف آن دارد. این تغییر رنگ خارجی بوده و توسط پلیشینگ دندان (جلادهی به دندان) برطرف می‌شود. از دیگر عوارض کلرهگزیدین که چندان شایع نیست جراحات مخاطی است که بسته به غلظت کلرهگزیدین دارد.
موارد کمی از تورم یکطرفه یا دوطرفه غده پاروتید در اثر مصرف کلرهگزیدین گزارش شده‌است کلرهگزیدین با تأثیر بر تجزیه گلوکز باکتریها از تولید اسید توسط آنها جلوگیری می‌کند و محیط را قلیائی نگه می‌دارد که این عامل زمینه را برای تشکیل جرم فوق لثه‌ای آماده می‌کند.